# Panpoli
Panpoli es una ciudad y nagar Panchayat situada en el distrito de Tenkasi en el estado de Tamil Nadu (India). Su población es de 9313 habitantes (2011).

## Demografía
Según el censo de 2011 la población de Panpoli era de 9313 habitantes, de los cuales 4692 eran hombres y 4621 eran mujeres. Panpoli tiene una tasa media de alfabetización del 73,81%, inferior a la media estatal del 80,09%: la alfabetización masculina es del 82,75%, y la alfabetización femenina del 64,88%.